# Villa Santo Stefano
Villa Santo Stefano ist eine italienische Gemeinde in der Provinz Frosinone in der Region Latium mit 1598 Einwohnern (Stand 31. Dezember 2023). Sie liegt 97 km südöstlich von Rom und 22 km südlich von Frosinone.

## Geographie
Villa Santo Stefano liegt in den Monti Lepini am Südabhang des Monte Siserno (789 m).
Es ist Mitglied der Comunità Montana Monti Lepini, Ausoni e Valliva.
Die Nachbarorte sind Amaseno, Castro dei Volsci, Ceccano, Giuliano di Roma, Prossedi (LT)

## Bevölkerungsentwicklung
| Jahr      | 1871 | 1881 | 1901 | 1921 | 1936 | 1951 | 1971 | 1991 | 2001 |
| --------- | ---- | ---- | ---- | ---- | ---- | ---- | ---- | ---- | ---- |
| Einwohner | 1335 | 1265 | 1709 | 1740 | 1880 | 2037 | 1684 | 1731 | 1763 |

Quelle: ISTAT

## Politik
Giovanni Iorio (Lista Civica: Uniti Per Villa) wurde am 26. Juni 2018 zum Bürgermeister gewählt.